# Gemeine Keulenwespe
Die Gemeine Keulenwespe (Monosapyga clavicornis) ist ein Hautflügler aus der Familie der Keulenwespen (Sapygidae). Die Art ist häufig und nicht gefährdet.

## Merkmale
Die Tiere erreichen eine Körperlänge von 8 bis 12 Millimetern. Ihr Körper ist schwarz gefärbt und trägt am Kopf, Thorax und den Beinen kleine gelbe Flecken. Am zweiten bis vierten Hinterleibssegment sitzt jeweils ein Paar gelber Flecke, die meist zu Binden zusammenfließen. Am letzten Tergit befindet sich mittig ein weiterer gelber Fleck, bei den Männchen ist er weißlich gefärbt. Die Spitzen der Fühler sind gelbbraun.

## Vorkommen
Die Art ist in Mitteleuropa weit verbreitet und stellenweise häufig. Sie lebt in der Nähe der Nistplätze ihrer Wirte, vor allem an alten Holzpfählen. Die Flugzeit ist von März/April bis Juli.

## Lebensweise
Die Gemeine Keulenwespe parasitiert Bienen der Gattungen Anthophora, Heriades, Osmia und – als Hauptwirt – die Hahnenfuß-Scherenbiene Chelostoma florisomne. Die Weibchen sind oft in der Nähe der Nistöffnungen der Bienen im Totholz oder hohlen Stängeln zu finden. Ein oder mehrere Eier werden an einer beliebigen Stelle in einer mit Pollen aufgefüllten Brutzelle der Bienen gelegt. Die Larve der Wespe schlüpft bereits zwei bis drei Tage nach der Eiablage, mehrere Tage vor der Wirtslarve. Treffen zwei Larven der Keulenwespe aufeinander, kommt es zu einem wenige Sekunden dauernden Zweikampf, bei dem nur ein Konkurrent überlebt. Danach begibt sich die Larve auf das Bienenei, das sie innerhalb von 5 bis 7 Tagen aussaugt. Anschließend ernährt sich von dem Pollenproviant. In manchen Jahren und an Nisthilfen können die Populationen der Wespe so groß werden, dass sie die Bienen deutlich dezimieren können.